# جزيرة باتيه
جزيرة باتيه وهي جزيرة من جزر إندونيسيا، في المحيط الهندي وتقع في إقليم آتشيه.